# Факультет информационных технологий и программирования Университета ИТМО
Факультет информационных технологий и программирования (ФИТиП) — один из факультетов Университета ИТМО. Был выделен в 2000 году из факультета компьютерных технологий и управления (КТиУ).
Факультет расположен в главном здании университета по Кронверкскому проспекту. Действующий декан - Станкевич Андрей Сергеевич.
ФИТиП готовит IT-специалистов широкого профиля: от создания и поддержки ПО, работы в компьютерных и сетевых сферах до маркетинга в IT.
Студенческие команды факультета семь раз становились победителями международной студенческой олимпиады по программированию ICPC и заработали для университета звание чемпионов мира.

## История

### 1980-е — 2000 год
Специалистов по счётно-решающим приборам готовили в Ленинградском институте точной механики и оптики (ЛИТМО) ещё с 1930-х годов. С начала работы института существовал факультет точной механики, в 1945 году он преобразовался в факультет точной механики и вычислительной техники (ТМиВТ). В 1994-м на его основе появился факультет компьютерных технологий и управления (КТиУ), существующий до сих пор. Факультет ТМиВТ, а после и КТиУ, готовил специалистов компьютерной техники, автоматики, телемеханики, электромеханики и смежных областей.

#### Кафедра компьютерных технологий
В 1991 году будущий ректор университета Владимир Васильев и преподаватель Владимир Парфёнов основали на факультете ТМиВТ кафедру компьютерных технологических систем (КТС), в следующем году она была переименована в кафедру компьютерных технологий (КТ), это название носит до сих пор. Васильев стал первым заведующим кафедры.
В 1990-х годах КТ фактически готовила большинство специалистов информационных технологий в вузе. Для кафедры было выделено пятнадцать персональных компьютеров с монохромными мониторами от спонсоров из ФРГ, с которыми в течение трёх лет до этого Владимир Васильев вёл проект, связанный с оптическим волокном. Затем в Министерстве высшего образования СССР удалось получить финансирование на компьютеры уже с цветными мониторами.
Первые потоки абитуриентов для кафедры были набраны из числа наиболее сильных выпускников ведущих физико-математических и технических школ Петербурга (№ 30, 45, 239, 470, 566). Большое внимание уделялось дополнительным знаниям в области информатики.
В 1993 году Госкомвуз России запустил проект подключения нескольких десятков ведущих государственных вузов к локальной сети. Васильев стал координатором государственной программы под названием «Университеты России». Под его руководством команда кафедры КТ, включавшая преподавателей и студентов, создала сеть RUNNet, впоследствии объединившую более 400 университетов и других крупных научно-исследовательских учреждений. Технический и административный центры управления сетью были расположены в ИТМО: кабинет и серверные находились непосредственно в аудитории, изначально выделенной для кафедры КТ. В 2000 году коллектив сотрудников вуза получил за работу над этим проектом премию Правительства РФ в области образования.
Студенты ИТМО участвовали в различных городских олимпиадах по информатике. В марте 1995 года преподаватели вуза Владимир Парфёнов и Андрей Суханов организовали на кафедре КТ первую в России командную студенческую олимпиаду по программированию, проведённую по правилам чемпионата ACM-ICPC, а уже осенью того же года сборная кафедры впервые приняла участие и выиграла в полуфинале Западно-Европейского региона чемпионата ICPC в Амстердаме. Благодаря освещению этого события в СМИ Парфёнову удалось собрать деньги на поездку сборной в 1996-м на финал в Филадельфию, где команда заняла только девятнадцатое место. Первое золото команда заработала в 1999 году, заняв третье место в Нидерландах, а в 2000-м получила серебро на чемпионате в Орландо.
Удачная практика проведения соревнований подтолкнула Парфёнова и ещё одного преподавателя Сергея Столяра создать осенью 1999 года интернет-школу программирования для поиска талантливых школьников — будущих студентов.

### 2000 — наши дни
В конце 2000 года Учёный совет университета принял решение о выделении специализированного на компьютерной разработке направления КТиУ в отдельный факультет — информационных технологий и программирования (ФИТиП). Его основой стала кафедра компьютерных технологий, так же состав факультета вошли кафедры информационных систем, технологий программирования и компьютерных образовательных технологий. Деканом стал Владимир Парфёнов.
В 2004 году за разработку концепции и создание организационной структуры подготовки высококвалифицированных кадров в области IT группе преподавателей, студентов и аспирантов ФИТиП была присуждена премия Президента РФ в области образования за 2003 год. В декабре 2008-го Владимиру Васильеву, Владимиру Парфёнову, Анатолию Шалыто, Матвею Казакову и Георгию Корнееву была присуждена премия Правительства РФ в области образования за разработку системы поиска на основе проектного и соревновательного подходов и подготовки специалистов в области производства ПО.
В 2007/08 учебном году университет внедрил новую образовательную программу «Технологии программирования и производства программного обеспечения», факультет стал базовым по этому научно-образовательному направлению.
В период с 2010 по 2013 год факультет возглавлял реализацию проекта «Подготовка и переподготовка ИТ-специалистов на базе центров образования и разработок в сфере информационных технологий», подготовленного советом при президенте по модернизации экономики и инновационному развитию России.
Преподавательский состав ФИТиП выпустил в общей сложности около 30 оригинальных книг и учебников, посвящённых современным направлениям компьютерной технологии (операционным системам, языкам программирования, точным наукам), а студенты — четыре оригинальные книги (браузер Netscape, Web-серверы, два задачника по теоретической информатике) и четыре перевода (Интернет-технологии, Borland C++, Delphi 4 и C++).
Сотрудниками и студентами разработаны несколько крупных учебных интернет-порталов: для олимпиад по информатике и программированию, для интернет-олимпиад по математике и информатике, портал Всероссийской интернет-школы информатики и программирования и др.
На факультете проводятся соревнования Северного Евразийского региона  чемпионата ICPC(NERC), несколько всероссийских олимпиад для студентов и школьников по программированию (ВКОШП) и по информатике (ИОИП).
Научные исследования, осуществляемые на факультете, связаны не только с программированием, но и с такими направлениями, как биоинформатика (в 2013 году были запатентованы программные разработки, способные читать и собирать геном) и машинное обучение.
В 2015-м факультет запустил Школу чемпионов мира по программированию (ITMO World Champions Programming School), а в мае 2016-го — онлайн-курс «Как побеждать в соревнованиях по программированию: секреты чемпионов» (How to Win Coding Competitions: Secrets of Champions) на образовательной платформе edX, созданной Гарвардским университетом и Массачусетским технологическим институтом.
Кафедры факультета
- технологии программирования;
- высокопроизводительных вычислений;
- речевых информационных систем;
- компьютерных технологий;
- программной инженерии и верификации программ;
- информационных систем.

## Достижения в программировании

### Участие в ICPC

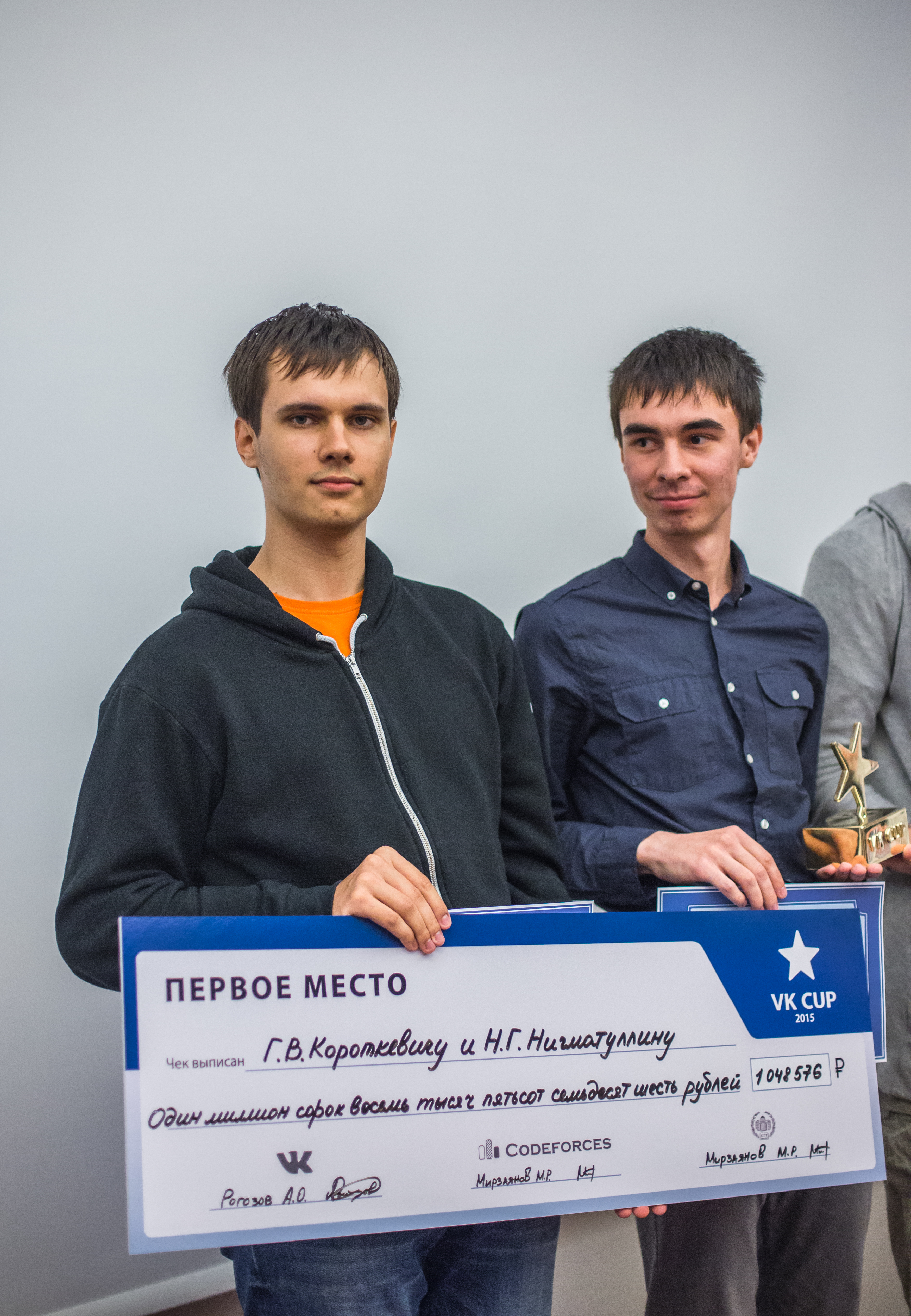
Победители VK Cup — Геннадий Короткевич и Нияз Нигматуллин, 2015 год

ФИТиП отсчитывает свои победы с 1995 года, когда сборная кафедры КТ стала пробиваться в финал ICPC. При факультете работает организованный Парфёновым Центр подготовки одарённых программистов.
Начиная с 1999 года студенты многократно становились призёрами чемпионата. В 2004 команда ИТМО впервые завоевала победу. Благодаря подготовке тренера Андрея Станкевича команда ИТМО становилась чемпионами мира по программированию ещё в 2008, 2009, 2012, 2013 годах, а в 2015-м они в шестой раз взяли первое место и стали абсолютными чемпионами мира и Европы в истории этого конкурса.
В 2013-м Университет ИТМО принял в Санкт-Петербурге финал 37-го чемпионата, организацию которого во многом взял на себя факультет.
В зачёте по Северо-Восточной Европейской зоне чемпионата ICPC команда факультета семь раз (в 1996, 2001, 2003, 2004, 2007, 2015 и 2017) становилась чемпионами России по программированию и трижды (в 2000, 2005 и 2006) — вице-чемпионами конкурса.

### Другие соревнования
Студенты факультета неоднократно выигрывали конкурсы по программированию, проводимые крупными IT-компаниями — VK Cup (ВКонтакте), Russian Code Cup (Mail.Ru Group), Яндекс.Алгоритм, Facebook Hacker Cup, Topcoder Open, ZeptoCodeRush, Google Code Jam, Kotlin Challenge, Rockethon, Looksery Cup и др. Например, Геннадий Короткевич с 2012 года имеет около 20 побед и занимает первые места в рейтингах Topcoder и Codeforces.

## Сотрудничество
Факультет сотрудничает крупными образовательными и научно-исследовательскими центрами. В числе российских партнёров Петербургский институт информатики и автоматизации РАН, среди зарубежных партнёров-вузов Университет Аалто (Финляндия), Наньянский технологический университет (Сингапур), Университет Вашингтона в Сент-Луисе, Амстердамский университет, Швейцарская высшая техническая школа Цюриха, Белорусский государственный университет информатики и радиоэлектроники, Костанайский государственный университет (Казахстан), Западночешский университет, Щецинский технологический университет (Польша), Университет Ле-Мана (Франция), Университет Восточной Финляндии, Университет Хэлмстед (Halmstad University) (Швеция).
Кроме того, факультет сотрудничает с ведущими российскими и международными IT-компаниями, которые обращают внимание на молодых специалистов. Компании сами участвуют в подготовке будущих кадров: читают лекции, предлагают студентам стажировку, выделяют деньги на оснащение вуза. Компании-партнёры факультета: Яндекс, ВКонтакте, Mail.ru, EMC, Центр Речевых Технологий, Devexperts, Транзас, JetBrains, Oracle, DataArt, Yota и другие.

## Значимые сотрудники и выпускники
Парфёнов Владимир Глебович

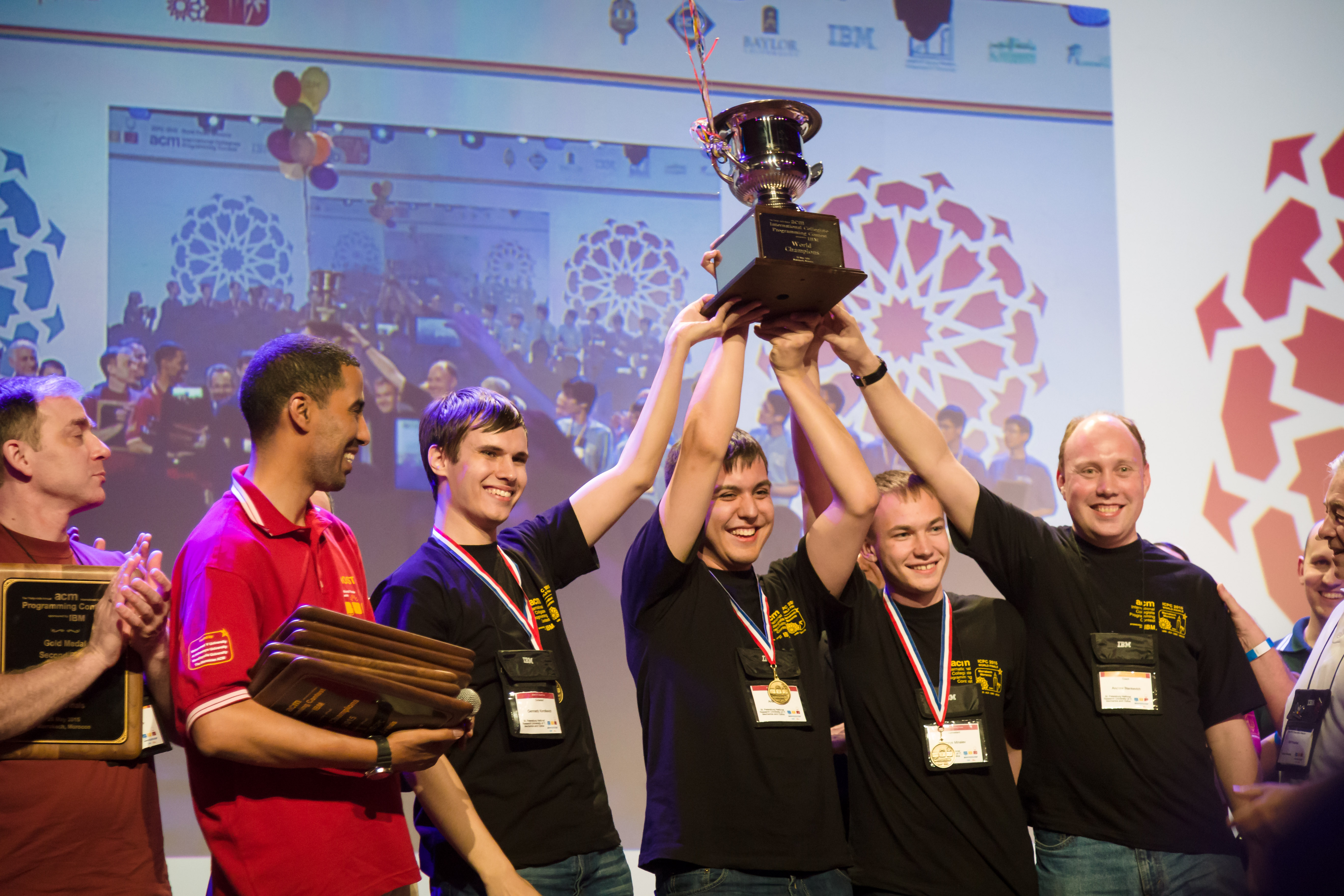
Победители ACM-ICPC 2015 — Артём Васильев, Борис Минаев, Геннадий Короткевич и тренер Андрей Станкевич (справа), 2015 год

Владимир Парфёнов имеет учёное звание профессор и степень доктор технических наук, с 2000 по 2024 годы — декан ФИТиП. Окончил в 1966 году ленинградскую Физико-математическую школу № 239 с медалью. В 1972-м выпустился с кафедры вычислительной техники ЛИТМО, в 1973-м окончил математико-механический факультет ЛГУ. В 1975-м защитил кандидатскую диссертацию, в 1990-м — докторскую.
За заслуги в разработке ряда приборов для космических исследований в 1988-м был награждён медалью имени академика Королёва.
С 1996 года Парфёнов является региональным директором полуфинальных соревнований ICPC в Северо-Восточном Европейском регионе, а с 2000 — членом Международного организационного комитета ICPC.
На посту декана получил премии Президента РФ (2003) и Правительства РФ в области образования (2008), премии ACM ICPC Founder’s Award (2004) и ICPC DeBlasi Award (2009) за организацию чемпионата по программированию.
Станкевич Андрей Сергеевич
Андрей Станкевич является тренером сборной команды ИТМО по программированию с 2001 года и деканом ФИТиП с 2024 года.
Станкевич учился в петербургской школе № 64 и только в выпускном классе пошёл на подготовительные курсы кафедры компьютерных технологий, которые проводил преподаватель Сергей Столяр, где впервые познакомился с олимпиадными задачами по информатике. В 1998 году он поступил на кафедру КТ, а уже весной завоевал диплом первой степени Всероссийской олимпиады школьников по информатике.
В 2000 году Станкевич участвовал в чемпионате ACM ICPC в составе команды ИТМО (вместе с Денисом Кузнецовым и Георгием Корнеевым), они тогда заняли четвёртое место и получили серебряную медаль. А в финале следующего года эта же команда вошла в тройку лучших и завоевала золото.
К тренерской деятельности Станкевич перешёл весной 2001 года, когда ещё сам был на четвёртом курсе. Подготовленная им команда (Тимофей Бородин, Евгений Южаков и Александр Штучкин) победила в полуфинальных соревнованиях ICPC, но в финале 2002-го осталась лишь в середине второго десятка. В 2003 году в Беверли-Хиллз эта же команда заняла третье место и получила золотые медали — Станкевич тогда был на пятом курсе. В результате этой победы 28 мая состоялась встреча команды программистов и тренеров с Владимиром Путиным.
После окончания вуза Андрей Станкевич остался в ИТМО, с 2004 года он работал сначала ассистентом на кафедре компьютерных технологий, с 2007 года — старший преподаватель, с 2008 года — доцент кафедры КТ.
Благодаря работе Станкевича и победам команд, к 2015 году университет заслужил звание первого в истории чемпионата шестикратного победителя первенства.
Станкевич принимает активное участие в организации всероссийской и петербургских школьных олимпиад по программированию и информатике, с 2000 года является председателем жюри этих олимпиад. Он же один из основных разработчиков системы автоматического управления соревнованиями по программированию PCMS2. За успехи в тренерской работе Станкевич был награждён в 2008 году специальной премией корпорации IBM, официального спонсора ICPC с 1997 года, и в 2016 году премией Senior Coach Award ICPC.
Шалыто Анатолий Абрамович
Выпускники факультета
Многие преподаватели на кафедрах ФИТиП — бывшие выпускники факультета в звании доктора или кандидата технических наук. Некоторые выпускники являются сооснователями крупных фирм или возглавляют российские отделения зарубежных IT-компаний, многие добились заметных успехов в программировании. Например, Андрей Бреслав — один из разработчиков языка Kotlin, а Олег Степанов — соруководитель компании JetBrains, разрабатывающей ПО в том числе на этом языке. Артём Астафуров — вице-президент компании DataArt, Дмитрий Гориловский — автор патента YotaPhone с двумя дисплеями, бывшие победители чемпионата ICPC Александр Штучкин, Евгений Южаков и Тимофей Бородин разработали первый 4G-коммуникатор WiMax Yota.